# Communicatietraining
Een communicatietraining is meestal een bedrijfstraining/ training van een team op het gebied van contact maken en houden. Abstraherend beschouwd gaat het daarbij om:
- het vergroten van het bewustzijn omtrent het eigen gedrag zowel verbaal als non verbaal
- het vergroten van het bewustzijn omtrent het effect van het eigen gedrag ten opzichte van andere mensen, en vice versa zowel verbaal als non verbaal
- het aanleren van kennis en vaardigheden om het eigen gedrag optimaal in te zetten en zo contact te leggen en te houden op een ontwapenende, verbindende en doeltreffende manier.

Met andere woorden; communicatietrainingen zijn geënt op het ontwikkelen van basale of specifieke communicatieve kennis en vaardigheden (ook wel sociale vaardigheden genoemd).

## Opzet
Elke communicatietraining is gebaseerd op theorieën en modellen die meestal zijn voortgekomen uit de psychologie. Deze theorieën en modellen worden vaak praktisch geoefend via werkvormen individueel of in groepjes, de hotseat of rollenspelen. Echter, het effect van deze werkwijze is niet optimaal. De inzet van een trainingsacteur verhoogt het leereffect drastisch. Daarom worden er binnen communicatietrainingen steeds vaker trainingsacteurs ingezet.
Meestal wordt er gewerkt met groepen van tien tot vijftien cursisten. Hoe meer cursisten, hoe minder het effect van een communicatietraining. Dat komt doordat de inhoud van een training gaat over gedrag. Sterker nog; het gaat over het gedrag van de aanwezige cursisten. De materie waarover de communicatietraining gaat, komt voor de cursisten dus dicht bij henzelf. Dit levert vaak enige weerstand op, waardoor individuele aandacht noodzakelijk wordt. Hoe meer cursisten, hoe minder individuele aandacht kan worden geboden. Hoe minder individuele aandacht, hoe minder het leereffect bij de cursisten.

## Trainer
Het vak van communicatietrainer is van overheidswege niet beschermd. Het vak vormt een vrij beroep en iedereen mag zich morgen communicatietrainer noemen.
Er bestaan wel particuliere opleidingen tot communicatietrainer, alleen zijn deze niet door de overheid geaccrediteerd. Meestal heeft een communicatietrainer een achtergrond als docent, psycholoog, trainingsacteur, maatschappelijk werker, manager, socioloog, coach enzovoort. Veel communicatietrainers zijn het vak ingerold vanuit een andere professie.